# Ryszard Smolarek
Ryszard Smolarek (ur. 10 maja 1952 w Kole) – polski menedżer, polityk, poseł na Sejm X, I, II i III kadencji.

## Życiorys
Syn Marianny i Józefa. Ukończył technikum rolnicze w Kościelcu, a w 1976 studia na Wydziale Ekonomiczno-Rolnym Szkoły Głównej Gospodarstwa Wiejskiego w Warszawie otrzymując tytuł zawodowy inżyniera ekonomiki rolnictwa. Prowadził indywidualne gospodarstwo rolne, był członkiem rady głównej Krajowego Związku Rolników, Kółek i Organizacji Rolniczych.
W 1976 wstąpił do Polskiej Zjednoczonej Partii Robotniczej, z ramienia partii został przewodniczącym Gminnej Rady Narodowej w Garwolinie i radnym Wojewódzkiej RN w Siedlcach. W 1989 został wybrany na posła X kadencji z okręgu garwolińskiego, a w latach 1991–2001 był posłem I, II i III kadencji z ramienia Polskiego Stronnictwa Ludowego z okręgów bialskopodlasko-siedleckiego i siedleckiego. Pracował m.in. w Komisji Rolnictwa i Gospodarki Żywnościowej. W latach 1992–1996 oraz 2001–2002 wchodził w skład delegacji Sejmu i Senatu do Zgromadzenia Parlamentarnego Rady Europy w Strasburgu, gdzie wchodził w skład frakcji Europejskiej Partii Ludowej. W rządach Waldemara Pawlaka, Józefa Oleksego oraz Włodzimierza Cimoszewicza (1993–1997) pełnił funkcję sekretarza stanu w Ministerstwie Rolnictwa i Gospodarki Żywnościowej, odpowiadał za ustawę powołującą Agencję Restrukturyzacji i Modernizacji Rolnictwa. W latach 2001–2003 był doradcą prezesa Agencji Rynku Rolnego. Mandat poselski utracił 25 lipca 2001 na skutek orzeczenia sądu kończącego postępowanie lustracyjne, prawomocnie uznającego go za tzw. kłamcę lustracyjnego. Sam Ryszard Smolarek już w trakcie I kadencji zaprzeczał, by był tajnym współpracownikiem kontrwywiadu służb specjalnych PRL.
Został prezesem Zakładów Mięsnych „Łmeat-Łuków” w Łukowie. Współtworzył Polską Federację Branży Mięsnej, w której objął funkcję przewodniczącego rady. Został również wiceprezesem zarządu Polsko-Białoruskiej Izby Gospodarczej i członkiem władz PSL w Garwolinie. W 2011 kandydował na senatora w okręgu wyborczym nr 47 z ramienia PSL, w 2015 był natomiast kandydatem do Sejmu.
W 1986 otrzymał Brązowy Krzyż Zasługi.